# Karty polskie
|   | wino | czerwień | żołądź | dzwonek |
| D |      |          |        |         |
| K |      |          |        |         |
| O |      |          |        |         |
| U |      |          |        |         |
| X |      |          |        |         |
| 9 |      |          |        |         |
| 8 |      |          |        |         |
| 7 |      |          |        |         |
| 6 |      |          |        |         |

Karty polskie – tradycyjna nazwa na talię 36 kart w tzw. typie niemieckim. Składa się z czterech barw: wina (jego odpowiednikiem w typie francuskim jest pik), czerwieni (kier), żołędzia (trefl) i dzwonka (karo) oraz pięciu figur: tuz (as), kralka (dziesiątka), król (król), wyżnik (dama), niżnik (walet) i czterech blotek: dziewiątka, ósemka, siódemka, szóstka. Niekiedy można było spotkać: piątkę, czwórkę i trójkę

## Historia
Pierwsze karty tego typu przywożone z Niemiec pojawiły się w polskich miastach już w XV stuleciu, niebawem też ruszyła produkcja krajowa. Według Łukasza Gołębiowskiego polskimi kartami grano m.in. w gry: kupiec, kasztelan, wózek, skrzetułka, drużbart, pamfil, chapanka, tryszak, mariasz, pikieta i ćwik.
Od XVIII w. zaczęły stopniowo dominować karty francuskie i przejęta stamtąd nomenklatura, zaś „tradycyjne” karty polskie przez cały wiek XIX traciły stopniowo popularność. Obecnie kartami tego wzoru (talia 32 sztuki) grywa się na Śląsku w skata.

## O kartach w literaturze pięknej
- Ignacy Krasicki, Gracz